# Іан Едмонд
Іан Едмонд (англ. Ian Edmond, 2 червня 1978) — британський плавець.
Учасник Олімпійських Ігор 2004 року.
Призер Чемпіонату світу з водних видів спорту 2003 року.
Чемпіон Європи з плавання на короткій воді 2003 року, призер 2001 року.